# 普利斯塔夫尼橋

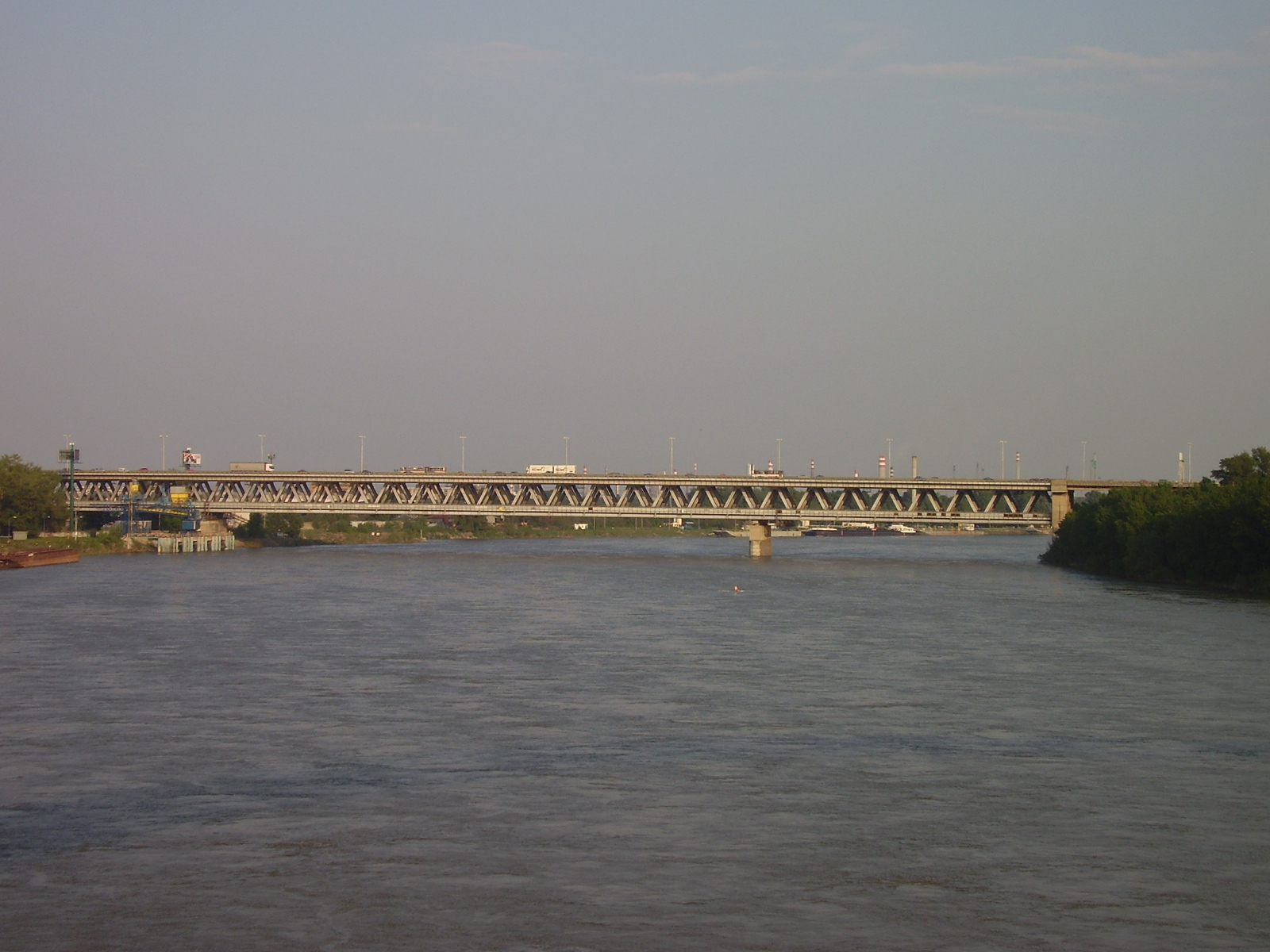
普利斯塔夫尼橋

普利斯塔夫尼橋，是位於斯洛伐克布拉提斯拉瓦多瑙河上的一座橋樑，鄰近布拉提斯拉瓦港，全長599米（包括引橋部分的話則全長1080米）。普利斯塔夫尼橋是一座公路鐵路兩用雙層橋，修建於1977年至1985年期間。
48°08′06″N 17°08′25″E / 48.13500°N 17.14028°E